# Region Madawaska

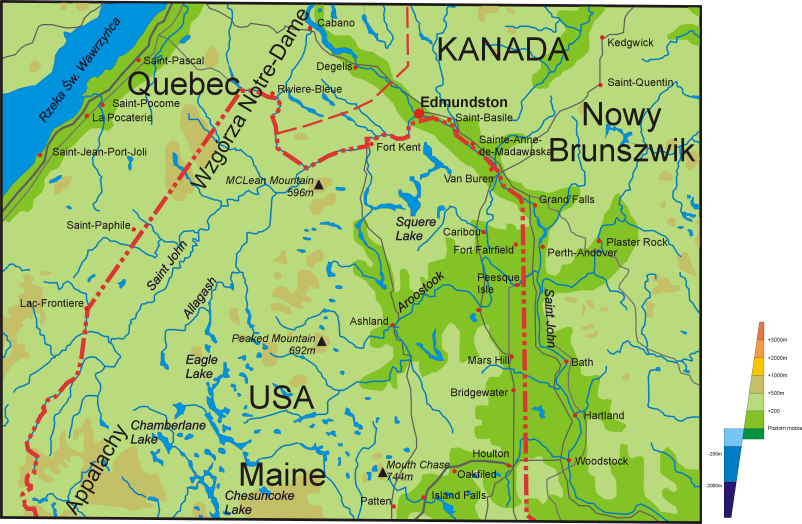
Region Madawaska

Region Madawaska – region geograficzny i historyczny w Ameryce Północnej leżący w górnym biegu rzeki St Johnes. Region podzielony jest pomiędzy USA – stan Maine i Kanadę – prowincję Quebec i Nowy Brunszwik. Region obejmuje północny kraniec Appalachów, południowy kraniec Wzgórz Notre-Dame, część doliny rzeki St. Johnes i Dolinę Aroostook. Największym miastem regionu jest Edmundston.